# Microsoftはがきスタジオ
Microsoftはがきスタジオ（まいくろそふと- ）は、マイクロソフト株式会社（現:日本マイクロソフト株式会社）がかつて開発・販売した、はがき作成ソフトウェアである。
1997年10月に最初のバージョンが発売され、その後は年賀状の作成が必要になる秋頃に毎年発売されていたが、2007年6月に販売終了が発表された。最終バージョンとなった2007も2010年1月12日にサポートを終了した。

## 特徴
基本的にマイクロソフトのソフトウェアは、米国のマイクロソフトコーポレーションにおいて企画・開発が進められ世界中に販売されることが原則とされているなかで、本ソフトはマイクロソフトの日本法人が企画・開発を手がけ、日本市場のみで発売された珍しいソフトである。
デザイン作成のユーザーインターフェイスは、リリース時点でのMicrosoft Wordをベースとしており、オートシェイプやWord Artなどの機能が装備されている。ファイル形式はMicrosoft Officeとは異なる独自のもので、拡張子は住所録ファイルが「.hsa」 デザイン（文面）ファイルが「.hsd」である。

## バージョン履歴
Microsoft はがきスタジオ
- 1997年10月24日発売。
- Microsoft Family Package 97に「Microsoftはがきスタジオ97」としても同梱
- 1998年5月28日、Ver.1.5として「はがきスタジオ 98 夏」を発売。旧バージョン利用者にも無償アップグレードが提供された[3]。
- 2003年9月30日、サポート終了[2]。

Microsoft はがきスタジオ 2
- 1998年10月23日発売[4]。しかし不具合が見つかり同日夕方、販売を中止[5]。再開するも12月に再度問題が見つかりアップデートキットを配布した[6]。
- 同日発売されたMicrosoft Family Package 2にも収録されているが、こちらには単体版には収録されないイラストが追加収録されている[7]。
- 2003年9月30日、サポート終了[2]。

Microsoft はがきスタジオ2000
- 1999年10月15日発売[8]。
- Microsoft Works Suite 2000にも同梱。
- 2003年9月30日、サポート終了[2]。

Microsoft はがきスタジオ 2001
- 2000年9月22日発売[9]。
- 2000年10月13日発売の「Microsoft Family Package 2001」にも収録されている[10]。
- 2003年12月31日、サポート終了[2]。

Microsoft はがきスタジオ Version 2002
- 2001年10月19日発売[11]。CD-ROM版とDVD-ROM版がある。
- 2004年12月31日、サポート終了[2]。

Microsoft はがきスタジオ Version 2003
- 2002年9月27日発売[12][13]。
- ラインアップを変更し、5製品になる。
  - 「通常版/CD-ROM版」
  - 「通常版/DVD-ROM版」
  - 「乗り換えアップグレード/CD-ROM版」
  - デジカメスタジオ 2003を付属した「デラックス/CD-ROM版」
  - デジカメスタジオ 2003、Microsoft Officeテンプレートパッケージ Version 2002、Microsoft Zoo Tycoon、Microsoft エンカルタ百科事典 2003 ベーシック、Microsoft ケータイ編集ツールを付属した「ファミリー パッケージ/CD-ROM版」
- 2005年12月31日、サポート終了[2]。

Microsoft はがきスタジオ Version 2004
- 2003年9月26日発売[14][15]。
- ラインナップは以下の4製品となる。
  - 「通常版/CD-ROM版」
  - 「通常版/DVD-ROM版」
  - 「乗り換えアップグレード/CD-ROM版」
  - デジカメスタジオ 9を同梱した「デラックス版」
- 2007年1月9日、サポート終了[2]。

Microsoft はがきスタジオ Version 2005
- 2004年10月15日発売[16]。
- ラインナップは以下の4製品となる。
  - 「通常版」
  - 「乗り換えアップグレード版」
  - Digital Image Album 10が同梱した「デラックス版」
  - ダウンロード販売専用「はがきスタジオ Basic 平成17年版」
- 2008年1月8日、サポート終了[2]。

Microsoft はがきスタジオ 2006
- 2005年10月7日発売[17]。
- ラインナップは以下の3製品となる。
  - 「通常版」
  - 「乗り換えアップグレード版」
  - ダウンロード販売専用「はがきスタジオ Select 2006」
- 2009年1月13日、サポート終了[2]。

Microsoft はがきスタジオ2007
- 2006年10月6日発売[18][19][20]。
- ラインナップは以下の3製品となる。
  - 「通常版」
  - 「乗り換えアップグレード版」
  - 「ダウンロード版」
- 2010年1月12日、サポート終了[2]。